# Podarcis carbonelli
Podarcis carbonelli е вид влечуго от семейство Гущерови (Lacertidae). Видът е застрашен от изчезване.

## Разпространение
Разпространен е в Испания и Португалия.